# Sergio Dalma
Josep Sergi Capdevila Querol (Sabadell, 28 de setembro de 1964), conhecido profissionalmente como Sergio Dalma, é um cantor e compositor espanhol. Ele é um dos artistas mais vendidos da Espanha, tendo liderado nove vezes a parada nacional oficial de álbuns dos Produtores de Música de España da Espanha, incluindo uma sequência ininterrupta de cinco álbuns número um entre 2008 e 2013.

## Carreira profissional
Sergio Dalma iniciou sua carreira cantando em bandas e atuando em grupos corais até vencer o programa de TV "Gent d'aqui", da emissora catalã da Televisión Española, o que lhe rendeu um contrato regular para cantar na boate Shadows, em Barcelona.
Em 1989, Sergio Dalma lançou seu primeiro álbum, Esa Chica es Mía. A música título foi lançada como seu primeiro single. A música, uma balada pop-rock, tornou-se um sucesso na Ibero-América, alcançando as paradas da Espanha, México, Chile, Argentina e outros países latino-americanos. O álbum foi certificado como Platina na Espanha e em outros países em 1990.
Na América Latina, países como a Argentina, o Chile, o México e a Venezuela abriram-lhe as portas. Também participou, por duas ocasiões, no Festival Internacional de Viña del Mar do Chile, em 1992 e 2002.[carece de fontes?]
Sintiéndonos la Piel veio em 1991. Nesse mesmo ano, foi escolhido para representar a Espanha no Festival Eurovisão da Canção 1991, em Roma, com a canção "Bailar pegados". Ele terminou em quarto lugar, e o single provou ser seu avanço internacional e o apresentou ao público hispânico nos Estados Unidos, onde a música alcançou a posição 6 na parada Hot Latin Tracks dos Estados Unidos na Billboard.
No ano seguinte, lançou Adivina, que alcançou o primeiro lugar nas paradas espanholas e contou com o single "Ave Lucía". Mais tarde, ele gravou para Polygram e Universal. "Galilea" (1991), "Solo Para Ti" (Número 10 no Hot Latin Tracks dos Estados Unidos na Billboard em 1994), "Esta Noche Es Larga Si No Estas" (1998), "Todo Lo Que Quieres" (2005) , "El Mundo" (10º lugar na Espanha em 2011) e "Yo No Te Pido La Luna" (2011) estão entre seus muitos singles de sucesso. Seu álbum de 2010, Via Dalma, se tornou um dos maiores sucessos de sua carreira, passando 10 semanas em primeiro lugar na Espanha e ganhando seis vezes a certificação de platina. Seu sucessor de 2011, Via Dalma II, também alcançou o primeiro lugar e foi certificado como platina quádrupla. Para promover este último disco, Dalma apresentou um especial da RTVE chamado Via Dalma que foi ao ar em dezembro de 2011. Seus convidados incluíram Laura Pausini, Nek, Pablo Alborán, Umberto Tozzi, Chenoa e Pastora Soler. Após sua primeira semana de lançamento, o álbum de Dalma de 2013, Cadore 33, liderou as paradas na Espanha. Tornou-se assim o quinto álbum consecutivo de Dalma a alcançar o primeiro lugar nas paradas nacionais, excluindo compilações. Apresentava dois singles de sucesso: "Si Te Vas" (nº 21 na Espanha) e "Recuerdo Crónico" (nº 49 na Espanha).
No dia 20 de setembro de 2014 celebrou o 25º aniversário da sua carreira musical com um concerto na Plaza del Toros, em Madrid. O show foi filmado para lançamento em DVD e gravado em CD. As estrelas convidadas incluíram Nek, Vanesa Martín e Pablo Alborán. Yo Estuve Allí, um CD/DVD do show foi lançado em 18 de novembro de 2014. Ele estreou nas paradas espanholas em 4º lugar durante a semana de 17 a 23 de novembro de 2014. Na mesma semana, Cadore 33 voltou às paradas em 8º lugar, dando a Dalma dois álbuns simultaneamente no Top 10.

## Vida pessoal
Sergio Dalma casou-se com a modelo Maribel Sanz em 22 de fevereiro de 1994, tendo o seu filho, Sergi Capdevila, nascido em 18 de agosto de 1995. O casal mais tarde se divorciou e Maribel tornou-se, por um tempo, uma presença constante em revistas de celebridades e programas de TV. Em 2014, mãe e filho participaram da segunda temporada do programa da Telecinco, ¡Mira Quién Salta!, programa de mergulho para celebridades. Capdevila venceu o programa. Após a vitória, ele afirmou em entrevista que não falava com Dalma há cinco meses. Dalma se recusou a comentar as acusações de seu filho.

## Discografia
A discografia do Sergio Dalma incluem:[carece de fontes?]

### A buena hora (Universal, 2008)
1. A buena hora
2. Después
3. Morir de amores
4. Sólo si tú quieres
5. Cenizas
6. Maravillosa criatura
7. Silencio perfecto
8. Nada vale nada
9. Suena
10. El río de los peces traviesos
11. Amantes en la estratosfera
12. Por amor (A dúo con Carmen París)

### Todo lo que quieres (Universal, 2005)
1. Todo lo que quieres
2. Bandera blanca
3. Ella se ama sola
4. Io no (Yo no)
5. Libertad
6. Si muriéramos mañana
7. La puesta de tu cara
8. Si tú eres mi país
9. Cómo olvidarme de ti
10. La quiero a morir
11. El mar de tus caricias
12. Tot el que t’estimes (Todo lo que quieres)
13. Senyera blanca (Bandera blanca)
14. Io no
15. Así Celeste (A dúo con Zucchero)
16. O Tren

### Lo Mejor de Sergio Dalma 1989-2004 (Universal, 2004)
- CD1:

1. Mi historia entre tus dedos (La mia storia tra le dita)
2. Galilea
3. En mi selva
4. Esa chica es mía
5. Bailar pegados
6. Ya lo verás
7. Baila, baila
8. Fuego en el alma
9. Déjame olvidarte
10. Nueva vida
11. La vida pasa
12. Como un aleluya
13. No me digas que no

- CD2:

1. No despertaré
2. Los niños de la guerra
3. Naúfragos
4. Qué chica
5. Sólo para ti
6. Una historia distinta
7. La vida empieza hoy
8. Ave Lucía
9. Un anillo en la fuente
10. Princesa
11. Castigado por pensar en ti
12. Soy tremendo
13. Plorant les hores (La mia storia tra le dita)
14. Bailar pegados (reggae)

- DVD:
  - Básico

1. La decisión
2. Déjame olvidarte
3. Ya lo verás
4. A flor de piel y alma
5. Fuego en el alma
6. Galilea

- - Videos

1. No despertaré
2. Como un aleluya
3. No me digas que no
4. Nueva vida
5. Déjame olvidarte
6. Fuego en el alma

- - Como se hizo De otro color
  - Discografía
  - Galería fotográfica
  - Web

### De otro color (Universal, 2003)
1. Déjame olvidarte
2. A flor de piel y alma
3. Fuego en el alma
4. En lo bueno y en lo malo
5. Ya lo verás
6. Bajito y al oído
7. La decisión
8. Si me doy cuenta
9. Quiéreme hasta que te duela
10. Baila, baila

### Nueva vida (Universal, 2000)
1. No me digas que no
2. Rosas sobre el mar
3. Camaleón
4. Nueva vida
5. Ni tú, ni yo
6. Padre nuestro
7. Cuando ella dice sí
8. ¿Quién me hará feliz?
9. Dama de la suerte
10. Otra vez (delicuentes)
11. Sólo una vez

### Historias normales (Universal, 1998)
1. Doo doo doo
2. Como eres tú
3. Como un aleluya
4. Nuestra edad
5. Como en un cuento
6. Esta noche es larga si no estás
7. Cara a cara
8. La vida pasa
9. Si me faltas tú
10. Historias normales
11. Tiempo al tiempo
12. I’m feeling better

### En concierto (Polygram, 1996, CD duplo)
- Volume 1:

1. Como cada mañana
2. Una historia distinta (Amore banale)
3. Yo siempre de ti
4. La vida empieza hoy
5. Bailando con Ana
6. Qué chica (Che donna)
7. Si tengo que morir
8. Cómo me gusta
9. Sólo para ti
10. No despertaré
11. Adiós, Sofía

- Volume 2:

1. La primavera llegará
2. Los niños de la guerra
3. Naúfragos
4. Castigado por pensar en ti
5. Febrero
6. Galilea
7. Por un minuto
8. Esa chica es mía
9. Bailar pegados
10. Ninguna me amó como tú

### Cuerpo a cuerpo (Polygram, 1995)
1. Si tengo que morir
2. No voy a volver a llorar
3. Naúfragos
4. A tu lado
5. Un cachito de ti
6. September Night (Non t’amo anch’io)
7. No despertaré
8. Yo siempre de ti
9. La marca de tus labios
10. La primavera llegará
11. Los niños de la guerra
12. Y yo te besé

### Sólo para ti (Horus, 1993)
1. Solo para ti
2. Ninguna me amó como tú
3. Cruzando tu frontera
4. Qué chica (Che donna)
5. Ser como tú
6. Bailando con Ana
7. La mujer de mi vida
8. Volveré (Io vorrei)
9. Cosas mías
10. No te separes de mí
11. Chicas veneno
12. Buscando a Eva

### Adivina (Horus, 1992)
1. Un anillo en la fuente
2. Tiburón
3. Ave Lucía
4. Adivina
5. Ya nadie llora por un mar
6. La vida empieza hoy
7. Tabú
8. Febrero
9. Una historia distinta
10. Qué harías tú
11. Preghero

### Sintiéndonos la piel (Horus, 1991)
1. Bailar pegados
2. Como cada mañana
3. Amor descafeinado
4. Qué manía
5. Adiós Sofía
6. Princesa
7. Galilea
8. Cómo me gusta
9. La enamorada
10. Novia formal

### Esa chica es mía (Horus, 1989)
1. Esa chica es mía
2. Loco por ti
3. Amor en carretera
4. Soy tremendo
5. Yo que tú
6. Ballare stretti (Bailar pegados)
7. Cenicienta desde ayer
8. Castigado por pensar en ti
9. Tesoro
10. Esta noche tomo la ciudad
11. Te quiero, mamma
12. La raggazza e’ mia (Esa chica es mía)